# Sierentz
Sierentz is een gemeente in het Franse departement Haut-Rhinin de regio Grand Est en maakt deel uit van het arrondissement Mulhouse. De gemeente telde 4.296 inwoners op 1 januari 2022.

## Geschiedenis
Sierentz was de hoofdplaats van het gelijknamige kanton tot het op 22 maart 2015 werd opgeheven en de gemeenten werden opgenomen in het kanton Brunstatt, die sinds 2021 kanton Brunstatt-Didenheim heet.

## Geografie
De oppervlakte van Sierentz bedraagt 13,22 vierkante kilometer; Op 1 januari 2022 was de bevolkingsdichtheid 325 inwoners per km².

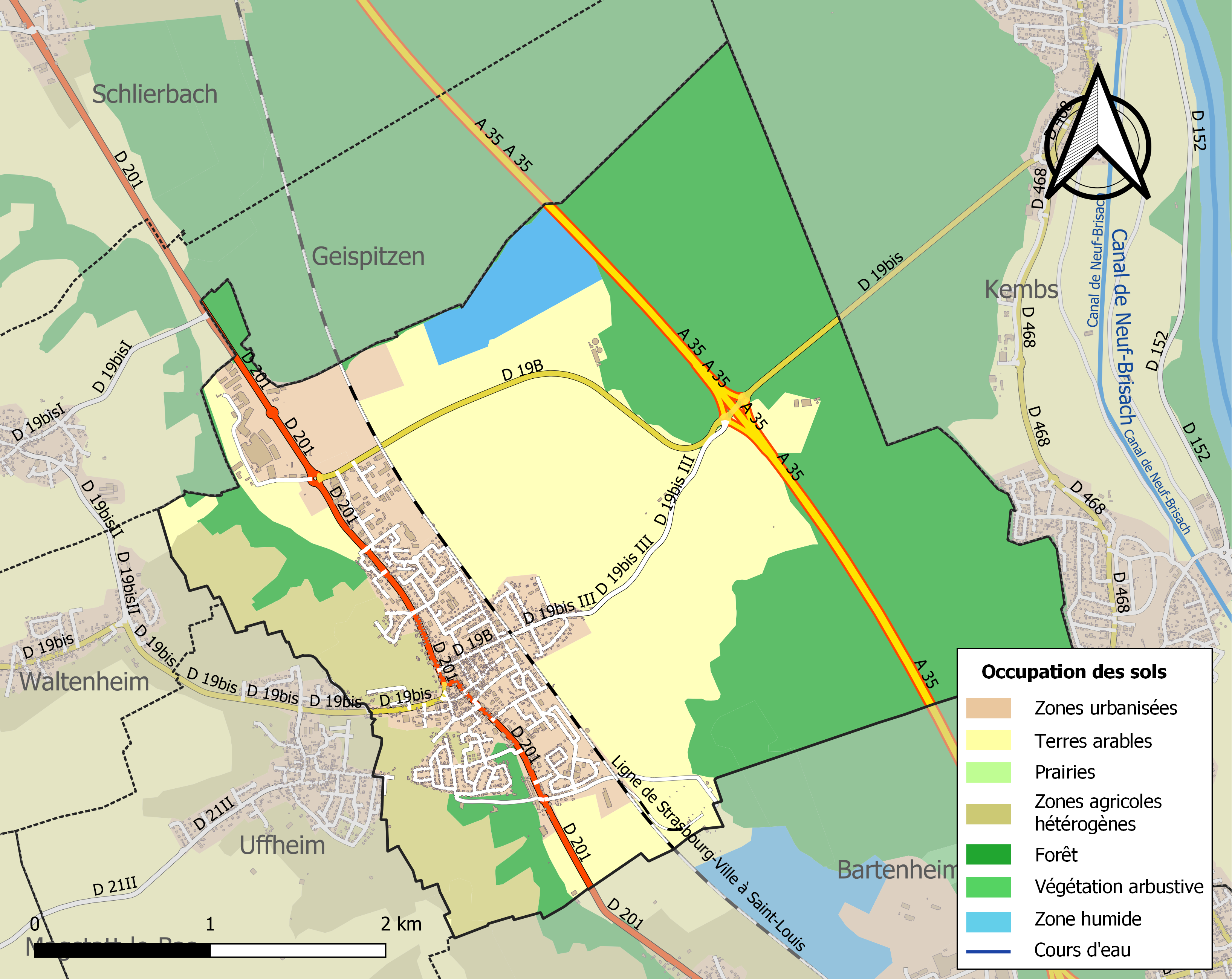
Kaart van de gemeente met de belangrijkste infrastructuur, bodemgebruik en omliggende gemeenten

## Demografie
Onderstaande figuur toont het verloop van het inwonertal.

## Verkeer en vervoer
In de gemeente staat het spoorwegstation Sierentz.
Door het oosten van de gemeente loopt de autosnelweg A35/E25 die er een op- en afrit heeft.